# 南宮市
南宮市（なんきゅう-し）は中華人民共和国河北省邢台市に位置する県級市。

## 歴史
前漢により市北部の旧城村に設置される。南北朝時代の北斉により廃止されたが、586年（開皇6年）に隋朝により再び設置された。1480年（成化16年）、明朝により県治が現在地に遷された。
1986年に県級市に昇格し現在に至る。

## 行政区画
- 街道:鳳崗街道、南杜街道、北胡街道、西丁街道
- 鎮:蘇村鎮、高村鎮、垂楊鎮、明化鎮、段芦頭鎮、紫冢鎮
- 郷:大村郷、南便村郷、大屯郷、王道寨郷、薛呉村郷

## 出身者
- 崔浩 - 北魏の政治家。漢人にして宰相となる。
- 于品卿 - 中華民国の政治家。察南自治政府最高委員。蒙古聯合自治政府副主席。
- 許蘭洲 - 中華民国の軍人。奉天派。
- 姜登選 - 中華民国の軍人。奉天派。郭松齢と並ぶ実力者であった。